# EPrix van Mexico-Stad
De ePrix van Mexico-Stad is een race uit het Formule E-kampioenschap. In 2016 maakte de race haar debuut op de kalender als vervanger van de ePrix van Miami. De race wordt gehouden op een aangepaste versie van het Autódromo Hermanos Rodríguez, waarmee het de eerste Formule E-race is die niet op een stratencircuit is gehouden.

## Geschiedenis
De eerste ePrix van Mexico-Stad werd gehouden op 12 maart 2016 en werd gewonnen door Jérôme d'Ambrosio voor het team Dragon Racing, nadat de oorspronkelijke winnaar Lucas di Grassi werd gediskwalificeerd omdat zijn auto te licht bleek.

## Resultaten
| Editie | Seizoen   | Circuit     | Winnaar                                          | Tweede                                                  | Derde                                            | Pole position                                    | Snelste ronde                             |
| ------ | --------- | ----------- | ------------------------------------------------ | ------------------------------------------------------- | ------------------------------------------------ | ------------------------------------------------ | ----------------------------------------- |
| 1      | 2015-2016 | Mexico-Stad | Jérôme d'Ambrosio Dragon Racing                  | Sébastien Buemi Renault e.dams                          | Nicolas Prost Renault e.dams                     | Jérôme d'Ambrosio Dragon Racing                  | Nicolas Prost Renault e.dams              |
| 2      | 2016-2017 | Mexico-Stad | Lucas di Grassi ABT Schaeffler Audi Sport        | Jean-Éric Vergne Techeetah                              | Sam Bird DS Virgin Racing                        | Oliver Turvey NextEV NIO                         | Sébastien Buemi Renault e.dams            |
| 3      | 2017-2018 | Mexico-Stad | Daniel Abt Audi Sport ABT Schaeffler             | Oliver Turvey NIO Formula E Team                        | Sébastien Buemi Renault e.dams                   | Felix Rosenqvist Mahindra Racing                 | Lucas di Grassi Audi Sport ABT Schaeffler |
| 4      | 2018-2019 | Mexico-Stad | Lucas di Grassi Audi Sport ABT Schaeffler        | António Félix da Costa BMW i Andretti Motorsport        | Edoardo Mortara Venturi Formula E Team           | Pascal Wehrlein Mahindra Racing                  | Pascal Wehrlein Mahindra Racing           |
| 5      | 2019-2020 | Mexico-Stad | Mitch Evans Panasonic Jaguar Racing              | António Félix da Costa DS Techeetah                     | Sébastien Buemi Nissan e.Dams                    | André Lotterer TAG Heuer Porsche Formula E Team  | Alexander Sims BMW i Andretti Motorsport  |
| 6      | 2021-2022 | Mexico-Stad | Pascal Wehrlein TAG Heuer Porsche Formula E Team | André Lotterer TAG Heuer Porsche Formula E Team         | Jean-Éric Vergne DS Techeetah                    | Pascal Wehrlein TAG Heuer Porsche Formula E Team | Lucas di Grassi ROKiT Venturi Racing      |
| 7      | 2022-2023 | Mexico-Stad | Jake Dennis Avalanche Andretti Formula E         | Pascal Wehrlein TAG Heuer Porsche Formula E Team        | Lucas di Grassi Mahindra Racing                  | Lucas di Grassi Mahindra Racing                  | Jake Dennis Avalanche Andretti Formula E  |
| 8      | 2023-2024 | Mexico-Stad | Pascal Wehrlein TAG Heuer Porsche Formula E Team | Sébastien Buemi Envision Racing                         | Nick Cassidy Jaguar TCS Racing                   | Pascal Wehrlein TAG Heuer Porsche Formula E Team | Nick Cassidy Jaguar TCS Racing            |
| 9      | 2024-2025 | Mexico-Stad | Oliver Rowland Nissan Formula E Team             | António Félix da Costa TAG Heuer Porsche Formula E Team | Pascal Wehrlein TAG Heuer Porsche Formula E Team | Pascal Wehrlein TAG Heuer Porsche Formula E Team | Sébastien Buemi Envision Racing           |